# Cynops glaucus
Espèce
Synonymes
- Hypselotriton glaucus Yuan, Jiang, Ding, Zhang & Che, 2013

Cynops glaucus est une espèce d'urodèles de la famille des Salamandridae.

## Répartition
Cette espèce est endémique du Guangdong en Chine. Elle se rencontre dans le xian de Wuhua dans la préfecture de Meizhou à 742 m d'altitude sur le mont Lianhua.

## Description
Les mâles mesurent sans la queue de 34,01 à 39,41 mm et les femelles de 42,59 à 48,84 mm.

## Publication originale
- Yuan, Jiang, Ding, Zhang & Che, 2013 : A New Newt of the Genus Cynops (Caudata: Salamandridae) from Guangdong, China. Asian Herpetological Research, vol. 4, no 2, p. 116–123 (texte intégral).